# Droga krajowa nr 19 (Polska)
Droga krajowa nr 19 – droga krajowa klasy GP oraz na niektórych odcinkach klasy S, we wschodniej Polsce o długości 592 km przebiegająca południkowo przez województwa: podlaskie, mazowieckie, lubelskie oraz podkarpackie. Łączy trzy aglomeracje we wschodniej Polsce: białostocką, lubelską oraz rzeszowską. Droga jest korytarzem europejskim łączącym Słowację z krajami nadbałtyckimi. Trasa na odcinku Lublin – Kock ma utwardzone pobocza. Poza odcinkami ekspresowymi, na odcinku Niemce – Ciecierzyn jest dwujezdniową drogą krajową.

## Historia numeracji
Na przestrzeni lat trasa posiadała różne oznaczenia i kategorie:

| Numer | Numer | Kategoria                             | Przebieg (odcinek) | Lata obowiązywania                                   | Źródło | Uwagi |
| ----- | ----- | ------------------------------------- | --- | ---------------------------------------------------- | --- | --- |
| 6     | 6     | droga państwowa                       | Grodno – Kuźnica – Sokółka – Białystok | 1920 – lata 30.                                      | Ustawa z dnia 10 grudnia 1920 r. o budowie i utrzymaniu dróg publicznych w Rzeczypospolitej Polskiej (Dz.U. z 1921 r. nr 6, poz. 32) | |
| 3     | 3     | droga państwowa                       | Grodno – Kuźnica – Sokółka – Białystok | lata 30. – 1952                                      | Zygmunt Jaworski, Mapa samochodowa Polski (stan dróg) rok 1939/1940, Tadeusz Musiał, 1939. Brak numerów stron w książce | |
| 3/4   | 3/4   | droga państwowa                       | Białystok – Bielsk Podlaski | lata 30. – 1952                                      | Zygmunt Jaworski, Mapa samochodowa Polski (stan dróg) rok 1939/1940, Tadeusz Musiał, 1939. Brak numerów stron w książce | odgałęzienie drogi państwowej nr 3 |
| ?     | ?     | droga lokalna                         | Bielsk Podlaski – Boćki – Działkowicze – Siemiatycze – Sarnaki – Łosice – Międzyrzec – Radzyń                                                                | lata 30. – 1952                                      | Zygmunt Jaworski, Mapa samochodowa Polski (stan dróg) rok 1939/1940, Tadeusz Musiał, 1939. Brak numerów stron w książce | nieznana numeracja |
| 4/2   | 4/2   | droga państwowa                       | Radzyń – Kock – Lubartów – Lublin | lata 30. – 1952                                      | Zygmunt Jaworski, Mapa samochodowa Polski (stan dróg) rok 1939/1940, Tadeusz Musiał, 1939. Brak numerów stron w książce | odgałęzienie drogi państwowej nr 4 |
| 9/3   | 9/3   | droga państwowa                       | Lublin – Kraśnik | lata 30. – 1952                                      | Zygmunt Jaworski, Mapa samochodowa Polski (stan dróg) rok 1939/1940, Tadeusz Musiał, 1939. Brak numerów stron w książce | odgałęzienie drogi państwowej nr 9 |
| 9/4   | 9/4   | droga państwowa                       | Kraśnik – Janów Lubelski | lata 30. – 1952                                      | Zygmunt Jaworski, Mapa samochodowa Polski (stan dróg) rok 1939/1940, Tadeusz Musiał, 1939. Brak numerów stron w książce | odgałęzienie drogi państwowej nr 9 |
| ?     | ?     | droga lokalna                         | Janów Lub. – Nisko – Sokołów – Rzeszów – Domaradz – Miejsce Piastowe                                                                                         | lata 30. – 1952                                      | Zygmunt Jaworski, Mapa samochodowa Polski (stan dróg) rok 1939/1940, Tadeusz Musiał, 1939. Brak numerów stron w książce | nieznana numeracja |
| 11    | 11    | droga państwowa                       | Miejsce Piastowe – Dukla – Barwinek – granica państwa | lata 30. – 1952                                      | Zygmunt Jaworski, Mapa samochodowa Polski (stan dróg) rok 1939/1940, Tadeusz Musiał, 1939. Brak numerów stron w książce | granica z Czechosłowacją |
| 23    | E12   | droga państwowa, droga międzynarodowa | granica państwa – Kuźnica Białostocka – Sokółka – Białystok                                                                                                  | - krajowy: 1952 – 1985 - międzynarodowy: 1962 – 1985 | - Mapa samochodowa Polski 1:1 000 , Warszawa: Państwowe Przedsiębiorstwo Wydawnictw Kartograficznych, 1962. Brak numerów stron w książce - Atlas samochodowy Polski 1:500 000. Wyd. IV. Warszawa: Państwowe Przedsiębiorstwo Wydawnictw Kartograficznych, 1965. Brak numerów stron w książce - Samochodowy atlas Polski 1:500 000. Wyd. V. Warszawa: Państwowe Przedsiębiorstwo Wydawnictw Kartograficznych, 1979. ISBN 83-7000-017-7. Brak numerów stron w książce - Samochodowy atlas Polski 1:500 000. Wyd. IX. Warszawa: Państwowe Przedsiębiorstwo Wydawnictw Kartograficznych, 1985. Brak numerów stron w książce                                                          | - brak możliwości przekroczenia granicy - po 1962 roku na drogowskazy nanoszono jedynie numer międzynarodowy                                                   |
| ?     | ?     | droga drugorzędna                     | Białystok – Zabłudów – Bielsk Podlaski – Siemiatycze | 1952 – połowa lat 70.                                | - Mapa samochodowa Polski 1:1 000 , Warszawa: Państwowe Przedsiębiorstwo Wydawnictw Kartograficznych, 1962. Brak numerów stron w książce - Atlas samochodowy Polski 1:500 000. Wyd. IV. Warszawa: Państwowe Przedsiębiorstwo Wydawnictw Kartograficznych, 1965. Brak numerów stron w książce - Mapa samochodowa Polski 1:1 000 , wyd. jedenaste, Warszawa: Państwowe Przedsiębiorstwo Wydawnictw Kartograficznych, 1972. Brak numerów stron w książce | - kategoria na podstawie materiałów źródłowych - nieznana numeracja                                                                                            |
| ?     | ?     | droga drugorzędna/droga lokalna       | Siemiatycze – Sarnaki – Łosice | 1952 – połowa lat 70.                                | - Mapa samochodowa Polski 1:1 000 , Warszawa: Państwowe Przedsiębiorstwo Wydawnictw Kartograficznych, 1962. Brak numerów stron w książce - Atlas samochodowy Polski 1:500 000. Wyd. IV. Warszawa: Państwowe Przedsiębiorstwo Wydawnictw Kartograficznych, 1965. Brak numerów stron w książce - Mapa samochodowa Polski 1:1 000 , wyd. jedenaste, Warszawa: Państwowe Przedsiębiorstwo Wydawnictw Kartograficznych, 1972. Brak numerów stron w książce | - kategoria na podstawie materiałów źródłowych - nieznana numeracja - brak bezpośredniego połączenia Łosice – Międzyrzec Podlaski według materiałów źródłowych |
| ?     | ?     | droga drugorzędna                     | Międzyrzec Podl. – Radzyń Podl. – Kock – Lubartów – Lublin                                                                                                   | 1952 – lata 70.                                      | - Mapa samochodowa Polski 1:1 000 , Warszawa: Państwowe Przedsiębiorstwo Wydawnictw Kartograficznych, 1962. Brak numerów stron w książce - Atlas samochodowy Polski 1:500 000. Wyd. IV. Warszawa: Państwowe Przedsiębiorstwo Wydawnictw Kartograficznych, 1965. Brak numerów stron w książce | kategoria na podstawie materiałów źródłowych |
| 192   | 192   | droga państwowa                       | Międzyrzec Podl. – Radzyń Podl. | lata 70. – 1985                                      | - Mapa samochodowa Polski 1:1 000 , wyd. jedenaste, Warszawa: Państwowe Przedsiębiorstwo Wydawnictw Kartograficznych, 1972. Brak numerów stron w książce - Samochodowy atlas Polski 1:500 000. Wyd. V. Warszawa: Państwowe Przedsiębiorstwo Wydawnictw Kartograficznych, 1979. ISBN 83-7000-017-7. Brak numerów stron w książce - Samochodowy atlas Polski 1:500 000. Wyd. IX. Warszawa: Państwowe Przedsiębiorstwo Wydawnictw Kartograficznych, 1985. Brak numerów stron w książce | |
| 24    | 24    | droga państwowa                       | Radzyń Podl. – Kock – Lubartów – Lublin | lata 70. – 1985                                      | - Mapa samochodowa Polski 1:1 000 , wyd. jedenaste, Warszawa: Państwowe Przedsiębiorstwo Wydawnictw Kartograficznych, 1972. Brak numerów stron w książce - Samochodowy atlas Polski 1:500 000. Wyd. V. Warszawa: Państwowe Przedsiębiorstwo Wydawnictw Kartograficznych, 1979. ISBN 83-7000-017-7. Brak numerów stron w książce - Samochodowy atlas Polski 1:500 000. Wyd. IX. Warszawa: Państwowe Przedsiębiorstwo Wydawnictw Kartograficznych, 1985. Brak numerów stron w książce | |
| 26    | 26    | droga państwowa                       | Lublin – Kraśnik – Janów Lubelski – Nisko – Sokołów Małopolski – Rzeszów                                                                                     | lata 70. – 1985                                      | - Mapa samochodowa Polski 1:1 000 , wyd. jedenaste, Warszawa: Państwowe Przedsiębiorstwo Wydawnictw Kartograficznych, 1972. Brak numerów stron w książce - Samochodowy atlas Polski 1:500 000. Wyd. V. Warszawa: Państwowe Przedsiębiorstwo Wydawnictw Kartograficznych, 1979. ISBN 83-7000-017-7. Brak numerów stron w książce - Samochodowy atlas Polski 1:500 000. Wyd. IX. Warszawa: Państwowe Przedsiębiorstwo Wydawnictw Kartograficznych, 1985. Brak numerów stron w książce | do lat 70. w zależności od mapy droga nr 26 na odc. Lublin – Kraśnik i dalej jako drugorzędna lub na całym odcinku jako drugorzędna                            |
| 205   | 205   | droga państwowa                       | Rzeszów – Domaradz | lata 70. – 1985                                      | - Mapa samochodowa Polski 1:1 000 , wyd. jedenaste, Warszawa: Państwowe Przedsiębiorstwo Wydawnictw Kartograficznych, 1972. Brak numerów stron w książce - Samochodowy atlas Polski 1:500 000. Wyd. V. Warszawa: Państwowe Przedsiębiorstwo Wydawnictw Kartograficznych, 1979. ISBN 83-7000-017-7. Brak numerów stron w książce - Samochodowy atlas Polski 1:500 000. Wyd. IX. Warszawa: Państwowe Przedsiębiorstwo Wydawnictw Kartograficznych, 1985. Brak numerów stron w książce | |
| ?     | ?     | droga drugorzędna                     | Domaradz – Miejsce Piastowe | lata 70. – 1985                                      | - Mapa samochodowa Polski 1:1 000 , wyd. jedenaste, Warszawa: Państwowe Przedsiębiorstwo Wydawnictw Kartograficznych, 1972. Brak numerów stron w książce - Samochodowy atlas Polski 1:500 000. Wyd. V. Warszawa: Państwowe Przedsiębiorstwo Wydawnictw Kartograficznych, 1979. ISBN 83-7000-017-7. Brak numerów stron w książce - Samochodowy atlas Polski 1:500 000. Wyd. IX. Warszawa: Państwowe Przedsiębiorstwo Wydawnictw Kartograficznych, 1985. Brak numerów stron w książce | - kategoria na podstawie materiałów źródłowych - nieznana numeracja                                                                                            |
| ?     | ?     | droga państwowa                       | Miejsce Piastowe – Dukla – Barwinek – granica państwa | lata 70. – 1985                                      | - Mapa samochodowa Polski 1:1 000 , wyd. jedenaste, Warszawa: Państwowe Przedsiębiorstwo Wydawnictw Kartograficznych, 1972. Brak numerów stron w książce - Samochodowy atlas Polski 1:500 000. Wyd. V. Warszawa: Państwowe Przedsiębiorstwo Wydawnictw Kartograficznych, 1979. ISBN 83-7000-017-7. Brak numerów stron w książce - Samochodowy atlas Polski 1:500 000. Wyd. IX. Warszawa: Państwowe Przedsiębiorstwo Wydawnictw Kartograficznych, 1985. Brak numerów stron w książce | brak danych o numeracji |
| 18    | 18    | droga krajowa                         | granica państwa – Kuźnica Białostocka – Sokółka – Białystok                                                                                                  | 1985 – 2000                                          | - Uchwała nr 192 Rady Ministrów z dnia 2 grudnia 1985 r. w sprawie zaliczenia dróg do kategorii dróg krajowych (M.P. z 1986 r. nr 3, poz. 16) - Mapa samochodowa Polski 1:750 000, wyd. czwarte, Warszawa/Wrocław: Państwowe Przedsiębiorstwo Wydawnictw Kartograficznych, 1987. Brak numerów stron w książce - Polska: atlas samochodowy 1:300 000. Wyd. pierwsze. Warszawa/Wrocław: Polskie Przedsiębiorstwo Wydawnictw Kartograficznych, 1992. ISBN 83-7000-080-0. Brak numerów stron w książce - Polska: mapa samochodowa 1:700 000, wyd. 1, Szczecin: Wydawnictwo Kartograficzne KOMPAS, 1996–1997, ISBN 83-904373-2-5. Brak numerów stron w książce                        | przejście graniczne uruchomiono na początku lat 90. |
| 19    | 19    | droga krajowa                         | Białystok – Bielsk Podlaski – Siemiatycze – Międzyrzec Podlaski – Kock – Lubartów – Lublin – Kraśnik – Janów Lubelski – Nisko – Sokołów Małopolski – Rzeszów | od 1985                                              | - Uchwała nr 192 Rady Ministrów z dnia 2 grudnia 1985 r. w sprawie zaliczenia dróg do kategorii dróg krajowych (M.P. z 1986 r. nr 3, poz. 16) - Mapa samochodowa Polski 1:750 000, wyd. czwarte, Warszawa/Wrocław: Państwowe Przedsiębiorstwo Wydawnictw Kartograficznych, 1987. Brak numerów stron w książce - Polska: atlas samochodowy 1:300 000. Wyd. pierwsze. Warszawa/Wrocław: Polskie Przedsiębiorstwo Wydawnictw Kartograficznych, 1992. ISBN 83-7000-080-0. Brak numerów stron w książce - Polska: mapa samochodowa 1:700 000, wyd. 1, Szczecin: Wydawnictwo Kartograficzne KOMPAS, 1996–1997, ISBN 83-904373-2-5. Brak numerów stron w książce                        | lokalne zmiany przebiegu spowodowane oddawaniem do użytku obwodnic miejscowości w ciągu drogi ekspresowej S19                                                  |
| 9     | E371  | droga krajowa, droga międzynarodowa   | Rzeszów – Babica – Lutcza – Domaradz – Miejsce Piastowe – Dukla – Barwinek – granica państwa                                                                 | 1985 – 2014                                          | jw. oraz: - Polska: mapa samochodowa z podziałem administracyjnym 1:700 000, wyd. XII Zmienione, poprawione i uaktualnione, Szczecin: Wydawnictwo Kartograficzne KOMPAS, 2004–2005, ISBN 83-904373-7-6. Brak numerów stron w książce - Polska: mapa samochodowa z podziałem administracyjnym 1:700 000, wyd. XIV Zmienione, poprawione i uaktualnione, Szczecin: Wydawnictwo Kartograficzne KOMPAS, 2005–2006, ISBN 83-904373-7-6. Brak numerów stron w książce - Zarządzenie nr 8 Generalnego Dyrektora Dróg Krajowych i Autostrad z dnia 12 lutego 2014 roku zmieniające zarządzenie w sprawie nadania numerów drogom krajowym. Generalna Dyrekcja Dróg Krajowych i Autostrad. | w 2014 roku włączono ten odcinek do drogi krajowej nr 19 |

Gdy w 1985 roku zmieniono numerację dróg, trasa 19 koło Białegostoku wiodła w kierunku Augustowa, Suwałk, do granicy w Budzisku (dzisiejsza trasa 8 E67). Później zmieniono przebieg z Białegostoku w kierunku Sokółki do przejścia granicznego w Kuźnicy (dawna droga nr 18).

## Rozbudowa drogi
W przyszłości rolę drogi nr 19 ma zająć planowana na jej miejsce droga ekspresowa S19.
- W 2003 roku oddano do użytku 8-kilometrową obwodnicę Lubartowa.
- W 2008 roku wybudowano 6,5-kilometrową obwodnicę Międzyrzeca Podlaskiego. Jest to jednojezdniowa droga ekspresowa S19 obecnie oznaczona jako 19.
- W 2007 roku rozpoczęto budowę 4-kilometrowej ekspresowej obwodnicy Wasilkowa, oddanej do użytku w roku 2011. Ze względu na protest ekologów (droga miała przecinać Puszczę Knyszyńską) przebieg drogi ekspresowej S19 w okolicach Białegostoku zmodyfikowano tak, aby przebiegała na północ od puszczy przez Knyszyn. Prace na obwodnicy zawieszono na kilka miesięcy. Po wznowieniu prac wykonawca wypowiedział kontrakt w 2009 roku. Ostatecznie roboty wznowiono w 2010 roku i trasę oddano do użytku 14 lutego 2011 roku jako jednojezdniową drogą krajową.
- W latach 2009–2011 budowano 8-kilometrową obwodnicę Kocka i Woli Skromowskiej. Odcinek ten to jednojezdniowa droga ekspresowa S19 z rezerwą na drugą jezdnię w przyszłości zbudowana w systemie bezkolizyjnym. Otwarcie nastąpiło 21 grudnia 2011 r.
- 10 września 2012 r. oddano do użytku 8-kilometrowy odcinek drogi ekspresowej S19 od Stobiernej do węzła z autostradą A4 Rzeszów Wschód.
- 17 maja 2013 r. otwarto odcinek łączący S19 oraz rondo im. Jacka Kuronia w Rzeszowie. Na podstawie Zarządzenia nr 60 Generalnego Dyrektora Dróg Krajowych i Autostrad z dnia 20 grudnia 2013 r odcinek ten z dniem 1 stycznia 2014 roku stał się drogą krajową nr 97.
- 13 grudnia 2013 roku otwarto 4-kilometrowy odcinek drogi ekspresowej S19 prowadzącego od węzła autostradowego Rzeszów Zachód do węzła Świlcza zlokalizowanego na drodze krajowej nr 94 i drogi krajowej 4.
- Na podstawie Zarządzenia nr 8 Generalnego Dyrektora Dróg Krajowych i Autostrad z dnia 12 lutego 2014 roku, przebieg drogi krajowej nr 19 został wydłużony do byłego przejścia granicznego ze Słowacją w Barwinku, przez co sama DK19 wydłużyła się o 96 km. Jednocześnie w tym samym rozporządzeniu przebieg drogi krajowej nr 9 został skrócony do węzła autostradowego Rzeszów Północ. Tak więc od Rzeszowa do granicy ze Słowacją, przebieg trasy europejskiej E371 pokrywa się z DK19, a nie jak do tej pory z DK9. Zarządzenie weszło w życie z dniem jego ogłoszenia.
- W latach 2011–2014 wybudowana została Północna obwodnica Lublina w ciągu dróg ekspresowych S12, S17 i S19 od węzła Lublin Rudnik (dawniej Lubartów) do węzła Lublin Sławinek (dawniej Dąbrowica). Odcinek ten wybudowano w standardzie dwujezdniowej drogi ekspresowej po 3 pasy ruchu w każdym kierunku.  Ten odcinek drogi oddano do użytku 31 października 2014 roku.
- 29 października 2014 podpisano umowę na budowę Zachodniej Obwodnicy Lublina (2 pasy ruchu w każdym kierunku), której wykonawcą została wybrana firma Budimex. Wartość inwestycji to blisko 423,9 mln zł. Zakończenie budowy tego odcinka nastąpiło z końcem listopada 2016 roku.
- 9 grudnia 2016 oddano do użytku Zachodnią Obwodnicę Lublina zmieniającą przebieg drogi DK19, dzięki temu Lublin zyskał pełną obwodnicę w ciągu DK19.
- 1 września 2017 oddano do użytku 12 i pół-kilometrowy odcinek drogi ekspresowej S19 od Stobiernej do węzła Sokołów Małopolski Północ.
- 7 grudnia 2017 roku oddano do użytku do użytku dwujezdniowy odcinek drogi S19 Świlcza (bez węzła) – węzeł Rzeszów Południe / Kielanówka (z węzłem) o długości 6,3 km oraz 3,5-kilometrowy łącznik pomiędzy węzłem Rzeszów Południe, a ul. Podkarpacką w Rzeszowie, który połączył drogę ekspresową z obecnym przebiegiem DK19.

## Ważniejsze miejscowości leżące przy trasie 19
Poniższa tabelka pokazuje główne miejscowości na trasie drogi krajowej nr 19 i drogi krzyżujące się z nią.
Legenda:  w planie ,  w budowie ,  zbudowana .
| Km. | Główne miejscowości | Drogi wojewódzkie | Drogi krajowe | Drogi ekspresowe i inne | Obwodnica |
| --- | ------------------- | ----------------- | ------------- | ----------------------- | --------- |
| 0   | Kuźnica             |                   |               |                         |           |
| 16  | Sokółka             | 673 674           |               |                         |           |
| 36  | Czarna Białostocka  |                   |               |                         |           |
| 46  | Wasilków            |                   |               |                         |           |
| 52  | Sochonie            |                   | 8             | E67                     |           |
| 56  | Białystok           | 675 676 678       | 8 65          | E67                     |           |
| 79  | Zabłudów            | 685               |               |                         |           |
| 110 | Bielsk Podlaski     |                   | 66            |                         |           |
| 127 | Boćki               |                   |               |                         |           |
| 141 | Dziadkowice         |                   |               |                         |           |
| 157 | Siemiatycze         | 640 690 693       | 62            |                         |           |
| 171 | Sarnaki             | 811               |               |                         |           |
| 176 | Platerów            |                   |               |                         |           |
| 190 | Łosice              | 698               |               |                         |           |
| 215 | Międzyrzec Podlaski | 806 813           | 2             | E30                     | S19       |
| 229 | Kąkolewnica         |                   |               |                         |           |
| 243 | Radzyń Podlaski     |                   | 63            |                         |           |
| 254 | Borki               |                   |               |                         |           |
| 263 | Kock                | 808               | 48            |                         | S19       |
| 274 | Firlej              |                   |               |                         |           |
| 285 | Lubartów            | 815 829           |               |                         |           |
| 296 | Wandzin             |                   |               |                         |           |
| 301 | Niemce              | 828               |               |                         |           |
| 313 | Lublin              | 809 830 835       | S12 S17       | E372                    | S19       |
| 323 | Konopnica           | 747 809           |               |                         |           |
| 336 | Niedrzwica Duża     | 834               |               |                         |           |
| 350 | Wilkołaz            |                   |               |                         |           |
| 354 | Rudnik Szlachecki   | 842               |               |                         |           |
| 361 | Kraśnik             | 833               | 74            |                         | S19       |
| 383 | Modliborzyce        | 857               |               |                         | S19       |
| 391 | Janów Lubelski      |                   | 74            |                         | S19       |
| 418 | Zarzecze            | 858               |               |                         |           |
| 422 | Nisko               | 872               | 77            | S74                     | S19       |
| 430 | Nowosielec          |                   |               |                         | S19       |
| 439 | Jeżowe              | 861               |               |                         | S19       |
| 443 | Kamień              |                   |               |                         | S19       |
| 456 | Sokołów Małopolski  | 875 881           |               |                         | S19       |
| 467 | Stobierna           |                   |               |                         | S19       |
| 474 | Trzebownisko        |                   |               |                         |           |
| 479 | Rzeszów             |                   | A494          | E371E40                 | S19       |
| 480 | Babica              | 988               |               | E371                    | S19       |
| 481 | Domaradz            | 886 884           |               | E371                    | S19       |
| 479 | Krosno              | 990 991           | 28            | E371                    | S19       |
| 482 | Miejsce Piastowe    |                   | 28            | E371                    | S19       |
| 483 | Dukla               | 993               |               | E371                    |           |
| 484 | Barwinek            |                   |               | E371                    | S19       |